# فرانك بارنز
فرانك بارنز (بالإنجليزية: John Francis Barnes)‏ هو سياسي أسترالي، ولد في 4 أكتوبر 1904 في غمبيا في أستراليا، وتوفي في 12 مايو 1952 في بوندابيرج في أستراليا. انتخب عضو المجلس التشريعي ولاية كوينزلاند.